# Liparis serpens
Liparis serpens är en orkidéart som beskrevs av Leslie Andrew Garay. Liparis serpens ingår i släktet gulyxnen, och familjen orkidéer.
Artens utbredningsområde är Colombia. Inga underarter finns listade i Catalogue of Life.